# Dynastie Saudeleur
La dynastie Saudeleur (pohnpei : Mwehin Sau Deleur, « Période du Seigneur de Deleur » ; également orthographié Chau-te-leur) a été le premier pouvoir organisé de l'île de Pohnpei. 
Elle a régné de 1100 jusqu'aux alentours de 1628.
Elle a été précédée par la Mwehin Kawa ou Mwehin Aramas et suivie par Mwehin Nahnmwarki. Le nom Deleur était un des anciens noms de Pohnpei, qui est aujourd'hui un état où se situe la capitale des États fédérés de Micronésie.
À Pohnpei, une légende[Laquelle ?] raconte que les dirigeants Saudeleur étaient d'origine étrangère, et d'une apparence très différente des Ponapéens. Cette dynastie devint de plus en plus oppressive au fil des générations, et elle prit fin avec l'invasion d'Isokelekel, un demi-dieu, qui mit en place un pouvoir plus supportable : nahnmwarki.

## Origines
Les premiers colons arrivés sur l'île étaient probablement des représentants de la culture Lapita, qui vinrent du sud-est des îles Salomon, ou de l'archipel du Vanuatu. Selon une légende[évasif], l'île principale aurait été créée par un groupe de 17 hommes et femmes venus d'une terre lointaine du sud, constituée de roches empilées (orgues basaltiques ?), à proximité d'un récif de corail. L'île était peut-être alors déjà habitée par une population indigène qui s'est mélangée avec les nouveaux arrivants. Leur nombre a augmenté, mais leur société était dans un état encore d'anarchie perpétuelle.[réf. nécessaire]
La dynastie Saudeleur aurait débuté avec l'arrivée de jumeaux sorciers : Olisihpa et Olosohpa, qui étaient beaucoup plus grands que les Ponapéens. Les frères sont arrivés dans un grand canoë, en quête d'un endroit pour construire un autel pour pouvoir adorer Nahnisohn Sahpw, le dieu de l'agriculture. Après plusieurs faux départs, les deux frères réussissent à construire un autel mégalithique à Nan Madol, sur l'île de Temwen, où ils ont alors pu exécuter leurs rituels. Dans la légende, ces frères faisaient léviter les énormes pierres à l'aide d'un dragon volant. Lorsque Olisihpa mourut de vieillesse, Olosohpa est devenu le premier chef Saudeleur. Il a épousé une femme, et engendré douze générations, avec une succession de seize autres dirigeants Saudeleur. Les fondateurs de la dynastie ont d'abord régné dans l'harmonie, mais leurs sujets furent davantage mis sous pression par leurs successeurs,.

## Société
Le pouvoir était détenu à Nan Madol, par un seul homme, le Saudeleur. La terre, son contenu et ses habitants étaient la propriété du souverain, qui louait la terre à des propriétaires qui contrôlaient une population roturière chargée de cultiver la terre. Les roturiers étaient tenus de présenter au Saudeleur de fréquentes offrandes de fruits et de poisson.
Les offrandes se composaient principalement d'arbre à pain pendant le rak, la saison de l'abondance, tandis qu'on passait à l'igname, au taro, et au pain fermenté pendant l'isol, la saison de la rareté. Parfois des fruits de mers étaient offerts au Saudeleur. Le système d'hommage était initialement saisonnier, mais au fil du temps les exigences du Saudeleur firent que le peuple pouvait mourir de faim et vivre comme des esclaves, après l'avoir payé en main d'œuvre et lui avoir offert la plupart des productions. L'insatisfaction du peuple entraina au moins deux assassinats, mais un autre Saudeleur prenait alors simplement la place. Quelques réactions possibles contre l'oppression étaient le mépris des ordres et le vol des offrandes au Saudeleur.
Certains d'entre eux ont été réputés pour leur cruauté. Sakon Mwehi a taxé les Ponapéens impitoyablement, et Raipwenlake utilisait la magie pour localiser les plus gros Ponapéens... et les manger.

### Divisions administratives

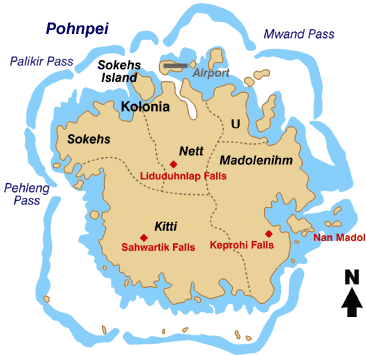
Municipalité moderne Pohnpei; sous la dynastie Saudeuleur, il n'y avait que trois des premiers niveaux de divisions

Pohnpei, a été divisé en trois wei, ou provinces, pendant le règne des Saudeleur Mwohnmwei. Kohpwahleng (Madolenihmw) était la province située à l'est , elle-même subdivisée en sept domaines: Wenik Peidi, Wenik Peidak, Enimwahn, Lehdau, Senipehn, Lepinsed, et Deleur. Dans l'ouest, Malenkopwale (Kitti), était composé de quatre domaines : Onohnleng, Kepihleng, Lehnpwel, et Ant Atoll. Pwahpwahlik (Sokehs), dans le nord, était composé de Palikir, Sokehs, Tipwen Dongalap, Kahmar, Nan Mair, et de l'île de Pakin. Plus tard, U et Net deviennent des provinces, dans le nord, ce qui porte le nombre de municipalités de nos jours à cinq sur l'île de Pohnpei.
Sokehs est une prestigieuse région sous le règne des Saudeleur, et Onohnleng est quant-à-elle restée largement autonome. Les zones de Kitti et Kepihleng de l'ouest ont la réputation d'avoir défié le pouvoir Saudeleur.
Dans la capitale Nan Madol, les dirigeants Saudeleur développent un système de titre précisant notamment les professions, y compris celles de conseiller principal, de cuisinier et de garde.
Selon la légende, les dirigeants de la dynastie Saudeleur n'ont jamais été concernés par les affaires militaires, leurs règnes sont généralement caractérisés comme pacifiques, bien que les Ponapéens semblent avoir souffert et étaient grandement insatisfaits de l'administration Saudeleur.

### Religion

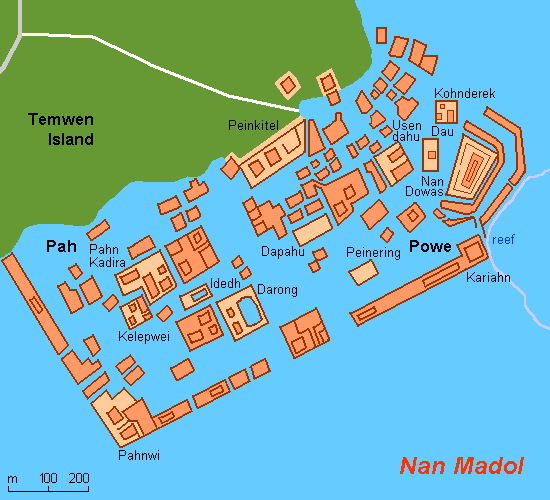
Complexe de Nan Madol

Le centre du culte de la dynastie Saudeleur était à Nan Madol, où l'on faisait des offrandes au dieu du Tonnerre, Nahn Sapwe. Nahn Sapwe était vénérée par les Ponapéens. De Nan Madol, le culte de Nahn Sapwe s'est propagé dans les autres régions de Pohnpei. D'autres cultes natifs comprenaient ceux concernant les anguilles d'eau douce et la divinité Ilake. Les Saudeleurs ont tenté sans succès d'introduire leur propre divinité Nahnisohn Sapw.
Le rituel annuel de kampa servait à prouver le dévouement pour les dieux et les esprits de la terre des Ponapéens. La cérémonie du sakau a été élaborée afin d'affirmer la domination du Saudeleur, avec beaucoup de rituels entourant la préparation et la présentation de cadeaux pour les dirigeants.

## Chute
Isokelekel envahit Pohnpei, venant de Kosrae. Il existe une grande variété de récits de l'invasion de Pohnpei, au moins treize récits différents de cette guerre ont été publiés. Dans la plupart des versions de la légende, le pouvoir Saudeleur était devenu oppressant, et ses seigneurs avaient offensé le Dieu du Tonnerre, Nahn Sapwe, scellant le sort de la dynastie,,,,.
Le Dieu du Tonnerre, Nahn Sapwe, a commis l'adultère avec la femme d'un seigneur Saudeleur. Fou de rage, le seigneur Saudeleur tenta de capturer Nahn Sapwe. Le souverain utilise cette affaire comme prétexte pour réprimer le culte de Nahn Sapwe. Certaines versions prétendent que le souverain a également encensé d'autres dieux du panthéon Pohnpeian, et aurait dépouillé la grande prêtresse de Saum, qui prophétisa la chute des Saudeleurs. Ces infractions et le système de l'hommage, ont provoqué la colère des dieux, d'humains et d'animaux,. Nahn Sapwe, offensé par le seigneur Saudeleur, part de Pohnpei pour Kosrae. Après avoir fui, il se réfugie dans le clan  Dipwenpahnmei (Sous-l'arbre-à-pain). Il s'unit avec une femme du clan. Cette union incestueuse produisit un demi-dieux : Isokelekel,. Adulte, Isokelekel mit à la voile avec 333 hommes, femmes, et enfants, avec l'intention secrète de conquérir Pohnpei. L'embarquement se fait avec un sacrifice humain, un rituel très répandu dans la culture Polynésienne, mais rare dans l'histoire de l'île. À son arrivée à Nan Madol, Isokelekel reçoit des graines d'arbre à pain du chef de l'atoll d'And. Dans leur culture, les graines d'arbre à pain constituaient le repas des guerriers juste avant le combat, et l'offrande constitue donc une invitation à en découdre avec la dynastie Saudeleur. C'est alors que, sur And, Isokelekel tombe amoureux d'une femme du pays, démontrant son intention de cultiver des liens étroits avec les Ponapéens et de s'opposer directement au Saudeleur.
Selon de nombreuses versions, la guerre a éclaté à Nan Madol, après un jeu entre les enfants et les hommes d'Isokelekel qui dégénère en bagarre. Dans une autre version, le lieutenant d'Isokelekel provoque en combat un guerrier local. Dans d'autres, Isokelekel aurait mis en scène une insurrection, après avoir gagné la confiance de ses hôtes, et avec l'aide des habitants opprimés. Une autre version dit qu'en voyant les fortifications de Nan Madol, Isokelekel a décidé de se retirer, mais qu'il a été aidé par une femme de la famille régnante, qui était méprisée et rejetée. Dans d'autres versions, les guerriers d'Isokelekel sont aidés par des armes mystérieusement apparues.
Le cour de la guerre s'est inversé à plusieurs reprises, mais tout a fini par la défaite du Saudeleur, qui s'est retiré avec son armée sur l'île principale de Pohnpei. La Légende raconte que la bataille s'est terminée quand le seigneur Saudeleur Saudemwohl s'est retiré jusqu'à un ruisseau où il a été transformé en un poisson. Isokelekel prend le titre de Nahnmwarki, et installe le siège de son pouvoir à Nan Madol, comme l'avait fait la dynastie Saudeleur avant lui.

## Postérité
Le système d'hommage Saudeleur a été allégé, mais il a persisté comme une coutume, jusque dans des époques tardives. La tradition moderne de l'hommage et de la fête lors des funérailles et des célébrations est dérivée des pratiques de l'ère Saudeleur.